# Welterbe in Bolivien

Zum Welterbe in Bolivien gehören (Stand 2016) sieben UNESCO-Welterbestätten, darunter sechs Stätten des Weltkulturerbes und eine Stätte des Weltnaturerbes. Bolivien hat die Welterbekonvention 1976 ratifiziert, die erste Welterbestätte wurde 1987 in die Welterbeliste aufgenommen. Die bislang letzte Welterbestätte wurde 2014 eingetragen, eine Stätte steht auf der Liste des gefährdeten Welterbes.

## Welterbestätten
Die folgende Tabelle listet die UNESCO-Welterbestätten in Bolivien in chronologischer Reihenfolge nach dem Jahr ihrer Aufnahme in die Welterbeliste (K – Kulturerbe, N – Naturerbe, K/N – gemischt, (R) – auf der Liste des gefährdeten Welterbes).
| Bild                                    | Bezeichnung                             | Jahr | Typ   | Ref. | Beschreibung |
| --------------------------------------- | --------------------------------------- | ---- | ----- | ---- | --- |
| Potosí, Stadt und Silberminen           | Potosí, Stadt und Silberminen (Lage)    | 1987 | K (G) | 420  | Potosí war durch den Silberreichtum des Cerro Rico im frühen 17. Jahrhundert eine der größten Städte der Welt und hängt auch heute noch vom Silber- und Zinnbergbau ab. Da Bergbau und Industrie ein Absinken des Grundwasserstandes verursachen und damit die Stabilität des Untergrundes der Stadt gefährden, wurde die Welterbestätte 2014 auf die Liste des gefährdeten Welterbes gesetzt. |
| Jesuitenmissionen der Chiquitos         | Jesuitenmissionen der Chiquitos         | 1990 | K     | 529  | umfasst sechs Missionen in San Francisco Javier, Concepción, Santa Ana, San Miguel, San Rafael und San José de Chiquitos |
| Altstadt von Sucre                      | Altstadt von Sucre                      | 1991 | K     | 566  | Historischer Stadtkern der Stadt Sucre |
| Vorkolumbianische Festung Samaipata     | Vorkolumbianische Festung Samaipata     | 1998 | K     | 883  | |
| Nationalpark Noel Kempff Mercado        | Nationalpark Noel Kempff Mercado        | 2000 | N     | 967  | |
| Vorkolumbianische Ruinen von Tiahuanaco | Vorkolumbianische Ruinen von Tiahuanaco | 2000 | K     | 567  | |
| Qhapaq Ñan, Anden-Straßensystem         | Qhapaq Ñan, Anden-Straßensystem         | 2014 | K     | 1459 | Die Anden-Hauptstraße Qhapaq Ñan war Teil des Inka-Straßensystems in Südamerika. Sie war die Hauptverbindung in Nord-Süd-Richtung und erstreckte sich über mehr als 6000 Kilometer. (grenzübergreifend mit Kolumbien, Ecuador, Peru, Chile und Argentinien, umfasst in Bolivien 3 Einzelstätten)                                                                                               |

## Tentativliste
In der Tentativliste sind die Stätten eingetragen, die für eine Nominierung zur Aufnahme in die Welterbeliste vorgesehen sind.

### Aktuelle Welterbekandidaten
Derzeit (2016) sind fünf Stätten in der Tentativliste von Bolivien eingetragen, die letzte Eintragung erfolgte 2003. Die folgende Tabelle listet die Stätten in chronologischer Reihenfolge nach dem Jahr ihrer Aufnahme in die Tentativliste.
| Bild                                           | Bezeichnung                                           | Jahr | Typ | Ref. | Beschreibung |
| ---------------------------------------------- | ----------------------------------------------------- | ---- | --- | ---- | --- |
| Nationalpark Sajama                            | Nationalpark Sajama (Lage)                            | 2003 | K/N | 1813 | |
| Pulacayo, Stätte des industriellen Erbes       | Pulacayo, Stätte des industriellen Erbes (Lage)       | 2003 | K   | 1814 | |
| Incallaqta, die größte Inkastätte in Collasuyo | Incallaqta, die größte Inkastätte in Collasuyo (Lage) | 2003 | K   | 1815 | umfangreiche historische Stätte der Inka im zentralen Bolivien, ehemals Bestandteil des südlichsten Teilreichs Qulla Suyu |
| Cal Orcko                                      | Cal Orcko (Lage)                                      | 2003 | N   | 1816 | paläontologisch bedeutsamer Fundort von Dinosaurier-Spuren.                                                               |
| Heiliger Titicacasee                           | Heiliger Titicacasee (Lage)                           | 2003 | K/N | 1817 | Der Titicacasee mit archäologischen Stätten an seiner Küste und auf seinen Inseln                                         |

### Ehemalige Welterbekandidaten
Diese Stätten standen früher auf der Tentativliste, wurden jedoch wieder zurückgezogen oder von der UNESCO abgelehnt. Stätten, die in anderen Einträgen auf der Tentativliste enthalten oder Bestandteile von Welterbestätten sind, werden hier nicht berücksichtigt.
| Bild                                 | Bezeichnung                                 | Jahr      | Typ | Ref. | Beschreibung                |
| ------------------------------------ | ------------------------------------------- | --------- | --- | ---- | --------------------------- |
| Die Salinen und das Dorf von Chipaya | Die Salinen und das Dorf von Chipaya (Lage) | 1987–1996 | K   |      | Von Bolivien zurückgezogen. |